# East Oliver (Dakota del Norte)
East Oliver es un territorio no organizado ubicado en el condado de Oliver en el estado estadounidense de Dakota del Norte. En el Censo de 2010 tenía una población de 876 habitantes y una densidad poblacional de 0,76 personas por km².

## Geografía
East Oliver se encuentra ubicado en las coordenadas 47°6′56″N 101°10′31″O / 47.11556, -101.17528. Según la Oficina del Censo de los Estados Unidos, East Oliver tiene una superficie total de 1150.34 km², de la cual 1130.79 km² corresponden a tierra firme y (1.7%) 19.55 km² es agua.

## Demografía
Según el censo de 2010, había 876 personas residiendo en East Oliver. La densidad de población era de 0,76 hab./km². De los 876 habitantes, East Oliver estaba compuesto por el 97.26% blancos, el 0% eran afroamericanos, el 0.8% eran amerindios, el 0.46% eran asiáticos, el 0% eran isleños del Pacífico, el 0.34% eran de otras razas y el 1.14% pertenecían a dos o más razas. Del total de la población el 0.8% eran hispanos o latinos de cualquier raza.